# Стреві
Стреві (італ. Strevi, п'єм. Strev) — муніципалітет в Італії, у регіоні П'ємонт,  провінція Алессандрія.
Стреві розташоване на відстані близько 450 км на північний захід від Рима, 80 км на південний схід від Турина, 25 км на південь від Алессандрії.
Населення — 2044 особи (2014).
Щорічний фестиваль відбувається 16 серпня. 

## Демографія
Населення за роками:

Станом на 1 січня 2023 року в муніципалітеті офіційно проживало 316 іноземців з 26 країн, серед них 70 громадян країн Євросоюзу та 3 громадяни України.

## Сусідні муніципалітети
- Аккуї-Терме
- Кассіне
- Морсаско
- Орсара-Борміда
- Рикальдоне
- Ривальта-Борміда
- Візоне